# شيل كرامر
شيل كرامر (بالهولندية: Chiel Kramer)‏ (3 يناير 1992 بأمستردام في هولندا - ) هو لاعب كرة قدم هولندي في مركز حراسة المرمى. لعب مع أياكس أمستردام وإف سي آيندهوفن ونادي هيرنفين.

## روابط خارجية
- شيل كرامر على موقع قاعدة بيانات كرة القدم.إي يو (الإنجليزية)
- شيل كرامر على موقع Soccerway.com (الإنجليزية)
- شيل كرامر على موقع عالم كرة القدم.نت (الإنجليزية)
- شيل كرامر على موقع AS.com (الإسبانية)